# Malvor-Bottecchia
L'equip Malvor-Bottecchia, conegut també com a Mecap, Hoonved-Bottecchia o Malvor-Sidi, va ser un equip ciclista italià, de ciclisme en ruta que va competir entre 1978 a 1990.

## Principals resultats
- Volta a Suïssa: Mario Beccia (1980), Helmut Wechselberger (1988)
- Giro del Vèneto: Giovanni Mantovani (1981), Massimo Ghirotto (1989)
- Fletxa Valona: Mario Beccia (1982)
- Gran Premi de les Nacions: Daniel Gisiger (1983)
- Giro dels Apenins: Mario Beccia (1984)
- Giro de l'Emília: Acacio da Silva (1985)
- Campionat de Zuric: Acacio da Silva (1986)
- Volta a Andalusia: Fabio Bordonali (1989)

### A les grans voltes
- Giro d'Itàlia
  - 13 participacions (1978, 1979, 1980, 1981, 1982, 1983, 1984, 1985, 1986, 1987, 1988, 1989, 1990)
  - 22 victòries d'etapa:
    - 1 el 1978: Bruno Zanoni
    - 2 el 1979: Mario Beccia, Dino Porrini
    - 3 el 1980: Dante Morandi, Giovanni Mantovani (2)
    - 1 el 1981: Benedetto Patellaro
    - 2 el 1982: Silvestro Milani, Robert Dill-Bundi
    - 1 el 1983: Mario Beccia
    - 1 el 1984: Jürg Bruggmann
    - 4 el 1985: Acacio da Silva (2), Stefano Allocchio (2)
    - 2 el 1986: Acacio da Silva (2)
    - 1 el 1987: Marco Vitali
    - 4 el 1989: Lech Piasecki (3), Flavio Giupponi

  - 0 classificacions finals:
  - 1 classificacions secundàries:
  - Classificació dels joves: Giuseppe Faraca (1981)

- Tour de França
  - 2 participació (1982, 1986)
  - 0 victòries d'etapa:
  - 0 classificacions secundàries:

- Volta a Espanya
  - 1 participacions (1989)
  - 2 victòries d'etapa:
    - 2 el 1989: Roberto Pagnin, Stefano Allocchio

  - 0 classificacions secundàries: